# Emil Rahm (Publizist)

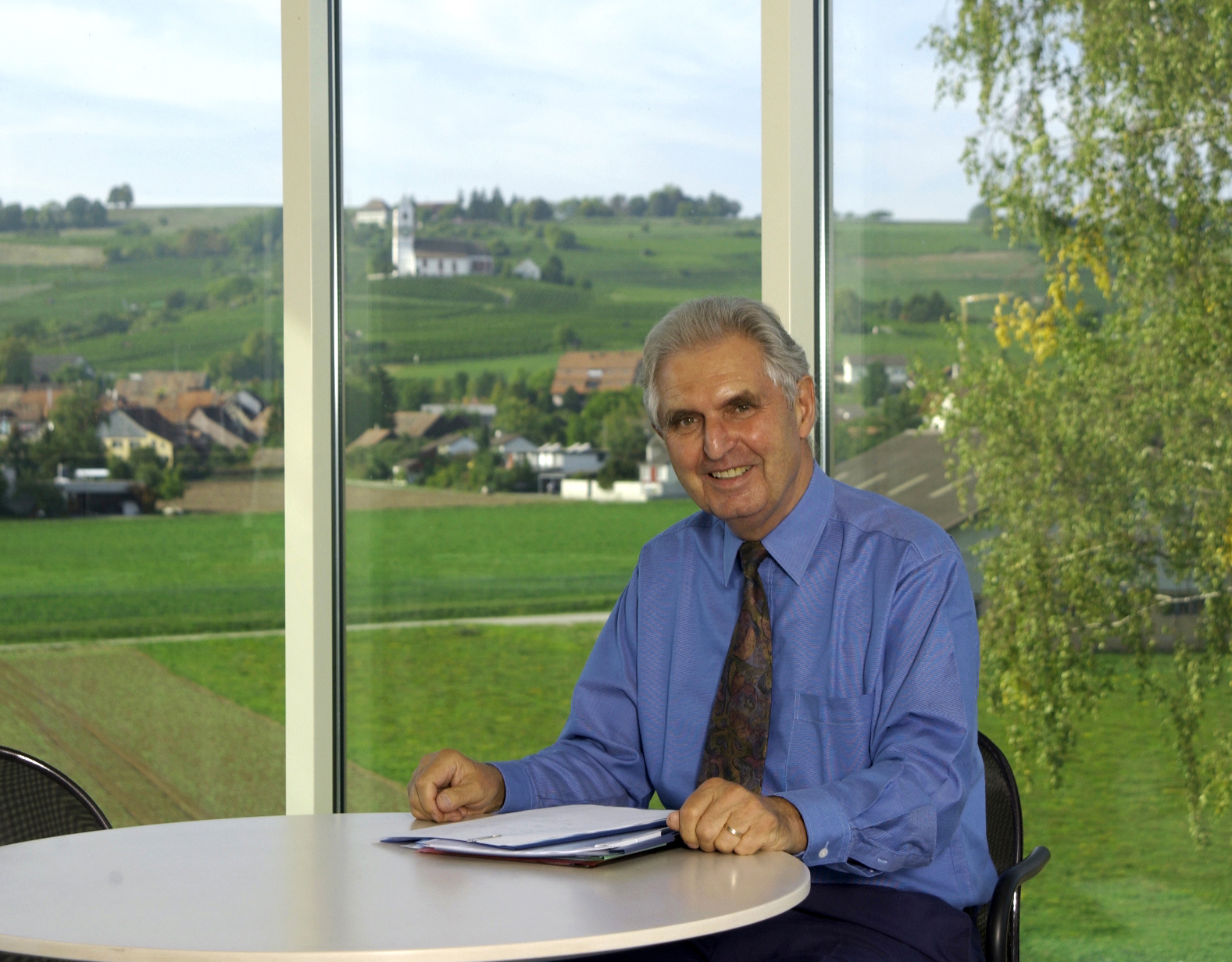
Emil Rahm (2004)

Emil Rahm-Sidler (* 24. September 1930 in Hallau; † 6. November 2015; heimatberechtigt in Hallau) war ein Schweizer Unternehmer und Publizist.

## Leben
Emil Rahm wuchs in einer Weinbauernfamilie in Hallau auf, die einer Chrischona-Gemeinde angehörte, war dann aber Mitglied der reformierten Landeskirche in Hallau. Zusammen mit seinem Vater Jakob Rahm und Bruder Robert baute er die Rimuss- und Weinkellerei Rahm AG, in der seit 1945 neben Wein auch Traubensaft hergestellt wird, auf. Er bildete sich zum Kaufmann und Weinfachmann aus. 1959 übernahm er die Geschäftsführung der Rebbaugenossenschaft Hallau-Wilchingen.
Nach dem Tod des Vaters übernahmen die Brüder 1969 das Unternehmen. Es gehörte der Rimuss-Stiftung, die die Aktien- und Stimmenmehrheit hielt und bei der Emil Rahm bis 2014 Stiftungsrat war. Die Rimuss-Stiftung unterstützt christliche und andere gemeinnützige Organisationen. Rahm starb verwitwet und hatte drei Kinder.

## Publizistik
Zum 25-jährigen sowie zum 50-jährigen Bestehen der Kellerei Rahm in Hallau verfasste Emil Rahm Jubiläumsschriften, die im Selbstverlag der Kellerei 1970 rsp. 1995 publiziert wurden.
Rahm verfasste und verbreitete Leserbriefe und Publikationen politischen und weltanschaulichen Inhalts. Von 1967 bis 1998 publizierte er im Selbstverlag vierteljährlich die Memopress, eine vierseitig im Zeitungsformat A4 erschienene, in Kleinauflagen und in den 1980er und 1990er Jahren z. T. in Grossauflagen von 20'000–40'000 Exemplaren versandte Zeitschrift. Memopress liess Sympathien für den Diktator Augusto Pinochet in Chile, für das «weisse» Rhodesien und für die Apartheid in Südafrika erkennen. Die 1976 monatlich ebenfalls im Selbstverlag Rahms erschienene Publikation mit dem Titel Hintergrund, die 1977 vierteljährlich erschienenen Ausgaben von Durchblick der Conföderation Organisch Denkender Europäer (CODE) sowie das bis November 1995 im Verlag Diagnosen erschienene Monatsmagazin Code waren in die Memopress aufgegangen. Seit 1999 erscheint anstelle der Memopress das Blatt Prüfen + Handeln.
In der Sekundärliteratur wird Rahm gewertet als jemand, der eine «jüdisch-freimaurerisch-bolschewistisch-jesuitische Weltverschwörung» postuliert. Rahm wies solche Einordnungen seiner Weltanschauung dahingehend zurück, dass eher von einer «satanischen Weltverschwörung» die Rede sein müsste.
Die NZZ am Sonntag zitiert Rahm folgendermassen:  Nein, ein Antisemit sei er nicht – «aber die Frage muss erlaubt sein, ob der Bolschewismus eine jüdische Erfindung ist». Nein, an die Echtheit der «Protokolle der Weisen von Zion» glaube er nicht – «aber ich glaube, dass sich das ereignet, was darin steht, ob nun von abgefallenen Juden oder Christen inspiriert». Einen Artikel der Monopress-Ausgabe Nummer 2 des Jahres 1977 hatte Rahm mit der Frage Ist der Bolschewismus jüdisch? übertitelt.
Wie der Chronologie der Stiftung gegen Rassismus und Antisemitismus GRA zu entnehmen ist, stellte die Schweizer Zollverwaltung 1997 einen für Rahm bestimmten Import von Büchern unter anderem von Johannes Rothkranz sicher. Wegen der Verbreitung von rund 50 Exemplaren des Buches Geheimgesellschaften von Jan Udo Holey wurde Rahm 1997 vom Untersuchungsrichteramt Schaffhausen wegen Rassendiskriminierung zu einer Busse von 5000 Franken verurteilt.

## Politische Tätigkeit
Rahm war Initiant und Präsident des Schaffhauser Komitees der politisch nicht interessierten Frau, das sich gegen die Vorlage zur Einführung des Frauenstimmrechts von 1971 wandte, weil es Mehrbelastung für Frauen, neurotische Störungen und eine Halbierung der Autorität des Familienvorstandes befürchtete.
Rahm gehörte der Schweizerischen Volkspartei (SVP) an.
Er war ein prominenter Gegner der Rassismus-Strafnorm. Rahm gehörte zu den Gründern der «Aktion für freie Meinungsäusserung – gegen UNO-Bevormundung» AfM, die 47'000 Unterschriften zum Referendum gegen die Einführung der Rassismus-Strafnorm sammelte. In der Volksabstimmung vom 25. September 1994 wurde das Gesetz schliesslich mit einem Stimmenanteil von 54,6 Prozent gutgeheissen. Nach dem Referendum reichte Rahm mehrere Petitionen zum neuen Gesetz ein.
Mit seiner «Aktion Volk und Parlament» engagierte sich Rahm für das Referendum gegen die Armee XXI.